# Eaton (New Hampshire)
Eaton è un comune degli Stati Uniti d'America facente parte della contea di Carroll nello stato del New Hampshire.